# Kiefer Sutherland
Kiefer William Sutherland (Londres, 21 de diciembre de 1966) es un actor, director de cine y televisión y músico británicocanadiense, conocido por su papel del agente federal Jack Bauer en la serie 24, con el cual ganó el Emmy al mejor actor de serie dramática. También es conocido por interpretar en el doblaje a Big Boss y Venom Snake en Metal Gear Solid V: Ground Zeroes y Metal Gear Solid V: The Phantom Pain. Es hijo del actor canadiense Donald Sutherland.

## Biografía

### 1966-1982: Primeros años
Sutherland nació en el Hospital de St. Mary's del distrito de Paddington, en Londres. Sus padres son Donald Sutherland y Shirley Douglas, ambos actores canadienses que estaban viviendo y trabajando en Gran Bretaña. Su abuelo materno fue un destacado político canadiense, Tommy Douglas, primer ministro de la región de Saskatchewan y fundador del sistema de Seguridad Social en ese país. Tiene una hermana melliza, Rachel Sutherland, que trabaja como supervisora de postproducción de películas y tres hermanastros, los actores Rossif Sutherland, Angus Sutherland y Roeg Sutherland.
Los padres tomaron su nombre del poeta y director Warren Kiefer, que había dirigido a Donald Sutherland en su primera película, Castle of the Living Dead.
Cuando era un niño, su madre fue arrestada por el FBI y se le acusó de conspiración por posesión de exposivos pero luego fue exonerada. La familia se trasladaron a Corona (California) en 1968. Sus padres se divorciaron cuando él tenía tres años. En 1975, Sutherland se trasladó con su madre a Toronto, Ontario. Estudió en el Crescent Town Elementary School y St. Clair Junior High (ahora Gordon A. Brown Middle School) en East York y John G. Althouse Middle School en Etobicoke. Posteriormente fue a diferentes institutos como St. Andrew's College de Aurora (Ontario), el Martingrove Collegiate Institute, el Harbord Collegiate Institute, el Silverthorn Collegiate Institute, el Malvern Collegiate Institute y el Annex Village Campus. 
Sutherland dijo en una entrevista en el The Sunday Times que pocas veces estuvo con su padre, sin incluir sus etapas de vacaciones, hasta que se trasladó a los 15 años. Dijo en el Jimmy Kimmel Live! (2009) que Robert Downey Jr. y él era compañeros de habitación durante tres años cuando se fue a Hollywood para intentar impulsar su carrera interpretativa. Ambos actores protagonización la película 1969 (1988).

### 1981-1989: Primeros papeles
Sutherland hiso su debut en el cine con Hola, Mr. Dugan (Max Dugan Returns) (como hizo Matthew Broderick), protagonizado por su padre Donald Sutherland. Sutherland fue uno de los pretendientes al papel de Glen Lantz en la primera entrega de Pesadilla en Elm Street (1984), que finalmente cayó en manos de Johnny Depp.
Después de su aclamado papel como Donald Campbell en El chico de la bahía (The Bay Boy) (1985), Sutherland se trasládo a Hollywood. Cuenta conmigo (Stand by Me) (1986) fue la primera película realizada íntegramente en Estados Unidos. En la película, dirigida por Rob Reiner, hace el papel de acosador del barrio en la búsqueda de un cadáver. Antes de esta, hizo el papel de amigo silencioso de Sean Penn que se enfrenta a Christopher Walken en la película dirigida por James Foley en Hombres frente a frente (At Close Range) (1986).

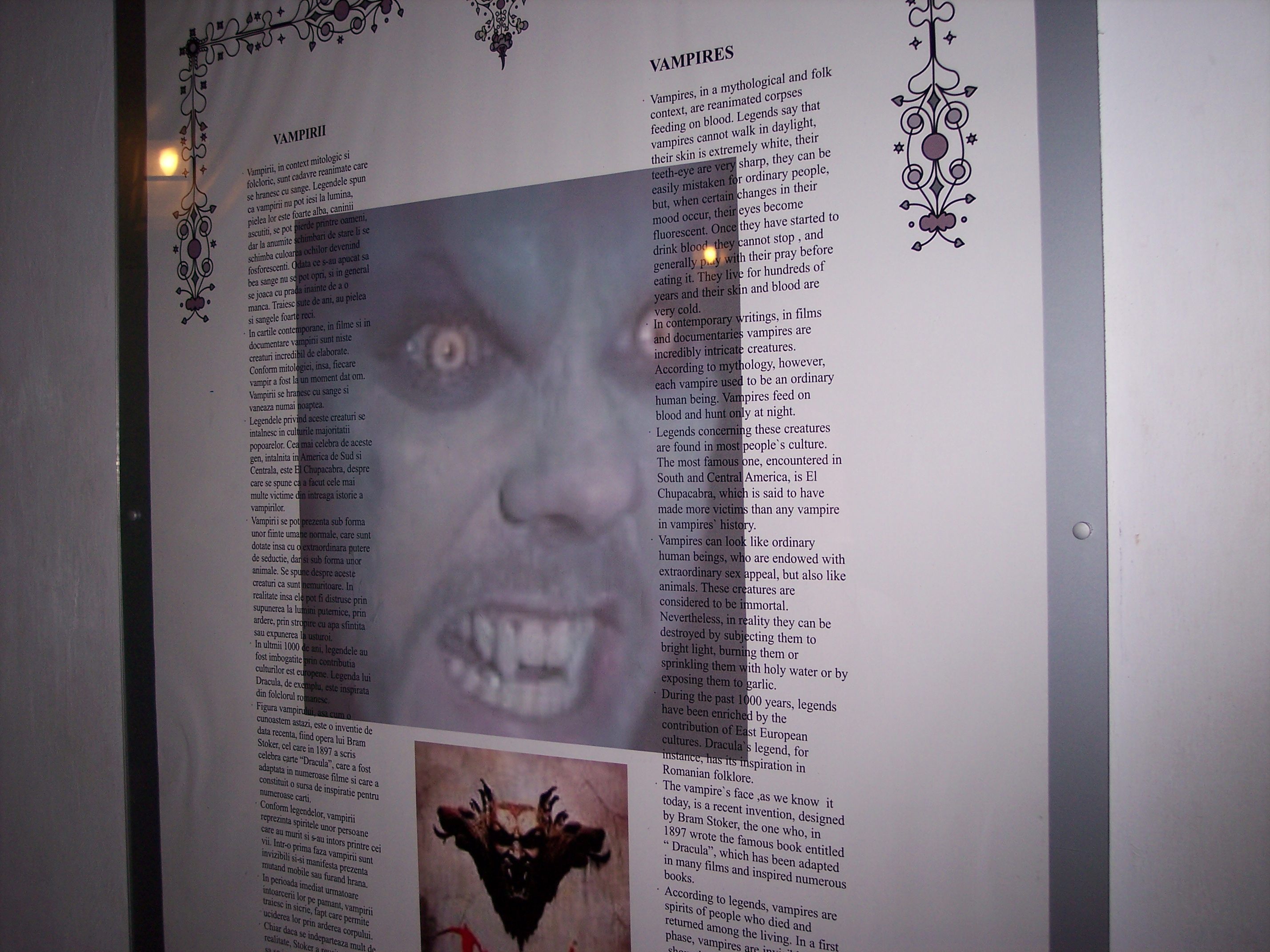
Fotograma de Keifer Sutherland en la película Jóvenes ocultos (1987).

Su siguiente aparición fue con el vampiro David en el film de Joel Schumacher Jóvenes ocultos (The Lost Boys) (1987). A esta le siguió Tierra prometida (Promised Land ) (1988), con Meg Ryan, que fue el primero de sus trabajos presentado en el Festival de Cine de Sundance.
Su siguiente trabajo fue Arma joven (Young Guns) (1988), que protagoniza junto a Emilio Estevez, Charlie Sheen y Lou Diamond Phillips. Se le consideró para el papel de Robin en Batman (1989), junto a Michael Keaton, pero a principios del rodaje el personaje fue eliminado del guion. Volvió a compartir protagonismo con su amigo Lou Diamond Phillips en la película de acción Dos renegados (Renegades) (1989). Ese mismo año, los Sutherland (padre e hijo) aparecieron en la ceremonia de los Premios Óscar como presentadores del Óscar Honorífico al National Film Board of Canada.

### 1990-1999: Estrellato y pérdida de popularidad en el cine
La década de los 90 comienza con la secuela de Arma joven Intrépidos forajidos (Young Guns II) (1990), donde Sutherland continua interpretando a 'Doc' junto a algunos del elenco original y con el recién llegado Christian Slater. A 2017, esta es la única secuela de un largometraje que ha protagonizado. Sutherland protagonizó Línea mortal (Flatliners) (1990), con un reparto coral que incluye a Julia Roberts y Kevin Bacon, una película sobre un estudiante que quiere "experimentar" la otra vida y registrar lo que sucede durante ella, con la ayuda de un grupo de jóvenes estudiantes que están "un poco" locos como él. La película recibió críticas positivas de los críticos. Posteriormente, hizo el papel de joven agente del FBI que se introduce en una comuna en Flashback (1990) junto a Dennis Hopper y puso la voz de protagonista de El príncipe Cascanueces (The Nutcracker Prince).
Sutherland no hizo ningún proyecto en 1991. Durante una entrevista en marzo de 2012, dijo que había declinado la propuesta del director Gus Van Sant para protagonizar el papel principal de My Own Private Idaho, una decisión de la que se arrepintió. Se le cita diciendo: «Rechacé «Mi Idaho privado» porque quería ir a esquiar y ni siquiera lo miré. Me dije a mí mismo que tenía que ceñirme a mi plan... y fue un plan realmente tonto».
En 1992, lideró el reparto junto a Ray Liotta en el drama Paro clínico (Article 99). También apareció en la serie Twin Peaks: fuego camina conmigo (Twin Peaksː Fire Walk with Me), la continuación de la serie de televisión de corta duración del mismo nombre que se emitió entre 1990 y 1991 como el agente Sam Stanley. Volvió de la mano de Rob Reiner, su descubridor en Cuenta conmigo, que le dio una oportunidad de lucirse frente a Tom Cruise y Jack Nicholson en Algunos hombres buenos (A Few Good Men).
Sin embargo, tras el éxito de Los tres mosqueteros y Tiempo de matar junto a Sandra Bullock y Samuel L. Jackson, su carrera entró en declive y sus películas, salvo contados casos, empezaron a tener nula repercusión, sin llegar a ser ni siquiera estrenadas en cine, lo que coincidió con su segundo divorcio.

### 2000-2010: Vuelta a la fama con24

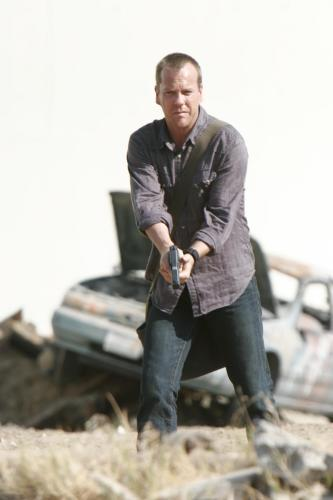
Sutherland en una escena de la serie 24

En 2000, coprotagonizó junto a Woody Allen la comedia negra Cachitos picantes (Picking Up the Pieces), pero la película tuvo una mala acogida tanto del público comercial como de la crítica. Desde entonces, Sutherland ha protagonizado pequeños proyectos y películas estrenadas en festivales. También protagonizó Beat, presentada en el Festival de Cine de Sundance. También apareció en la película de 2001 Cowboy Up, con el que ganó el Crystal Heart Award del Heartland Film Festival y Más allá del deber (To End All Wars), con el que ganó dos Heartland Film Festival y uno en el Hawaii International Film Festival.
La televisión le permitió relanzar su carrera de nuevo a la fama como protagonista de la exitosa serie 24, que además fue alabada por los críticos y por sus millones de espectadores en Estados Unidos e Inglaterra. En ella Sutherland parece haber encontrado un papel a su medida ya que su actuación le valió muchos elogios y premios entre ellos un Globo de oro y un premio Emmy a mejor actor. Su papel fue el del agente federal Jack Bauer, un héroe vulnerable y con un carácter más oscuro de lo que suele ser usual en las series de televisión. según su contrato de 2006, su salario subía a los 40 millones de dólares per tres temporadas lo que le valió el primer puesto entre los actores mejor pagados en televisión.
Sutherland comenta repetidamente que sus actuaciones son simplemente "espectáculo". El consejero de la Academia Militar de los Estados Unidos, el Brigadier general Patrick Finnegan, visitó el rodaje de 24 en febrero de 2007 para instar a los creadores del programa a reducir el número de escenas de tortura. y Sutherland aceptó una invitación del ejército estadounidense para decirles a los cadetes de West Point que está mal torturar a los prisioneros. En una entrevista a OK!, Howard Gordon dijo que sería una "pérdida insoportable" si mataban al personaje de Sutherland.

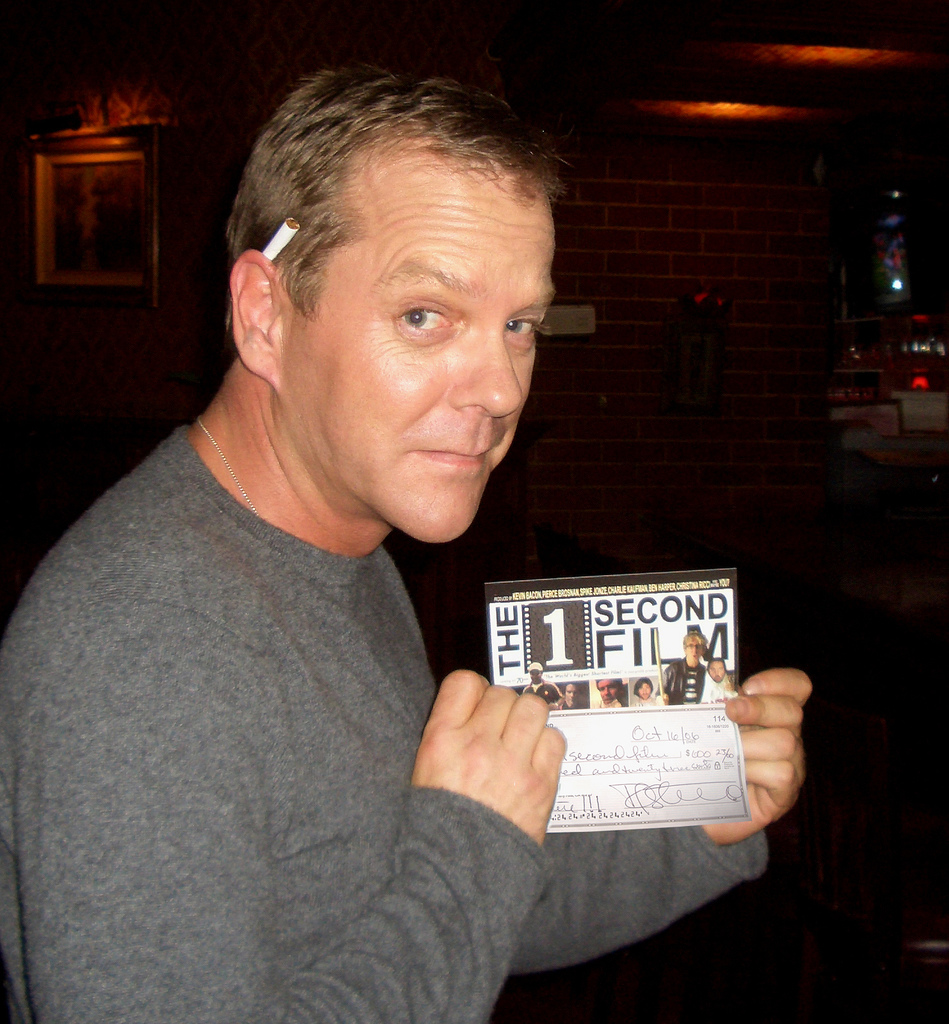
Sutherland enseñando su cheque por The 1 Second Film, 2006

Debido al tiempo de trabajo que le exigía 24, estuvo menos presente en el mundo del cine. En 2004, protagonizó Vidas ajenas (Taking Lives), junto a Angelina Jolie y Ethan Hawke, en el que hace un cameo. En La sombra de la sospecha (The Sentinel) (2006), comparte protagonismo con Michael Douglas, así como en la película de Disney The Wild donde pone la voz a Samson. También encabeza el reparto de la película de terror Alexandre Aja, Reflejos (Mirrors) (2008). En 2009, participa con su voz en la película de DreamWorks Monstruos contra alienígenas (Monsters vs. Aliens).
En 2005, Sutherland fue introducido en el Paseo de la Fama de Canadá en Toronto, dond ya antes sus padres habían sido introducidos previamente. En 2008, le llegó el turno a entrar en la Sala de la Fama de Hollywood. Sutherland fue el primer invitado del Inside the Actors Studio en ser hijo de otro invitado anterior. Donald apareció en el show en 1998.Sutherland apareció en la portada de la edición de abril de 2006 de la revista Rolling Stone, en un artículo titulado "Solo en la oscuridad con Kiefer Sutherland". El artículo comenzaba con Sutherland revelando su interés en que lo mataran en "24". Sin embargo, declaró: "No me malinterpreten. Me encanta lo que hago". También reveló que dedicaba 10 meses al año a trabajar en "24".

### 2010-...: Post-24, cine y televisión
El 14 de febrero de 2010, Fox TV anunció que cancelaba temporalmente la producción de la octava temporada de 24 Debido a la rotura de un quiste cerca de uno de los riñones de Sutherland. Según el informe, esperó unos días antes de someterse a una cirugía electiva. Se esperaba que regresara después de una semana, pero se necesitaron algunos días más y Fox informó que su regreso al set sería el 1 de marzo.
En el thriller dramático de 2011 Melancolía (Melancholia) dirigida por Lars Von Trier, interpretó al personaje principal masculino y tuvo la oportunidad de compartir la pantalla con coprotagonistas perdidos hace mucho tiempo como Charlotte Rampling y John Hurt, un film en el que Kiefer fue nominado para los Bodil del cine danés. Kiefer también coincidió con Hurt en otra ocasión, en este caso en la televisión, para la serie The Confession. Sutherland hizo su debut en Broadway, junto a Brian Cox, Jim Gaffigan, Chris Noth y Jason Patric, en That Championship Season, que se estrenó en marzo de 2011.

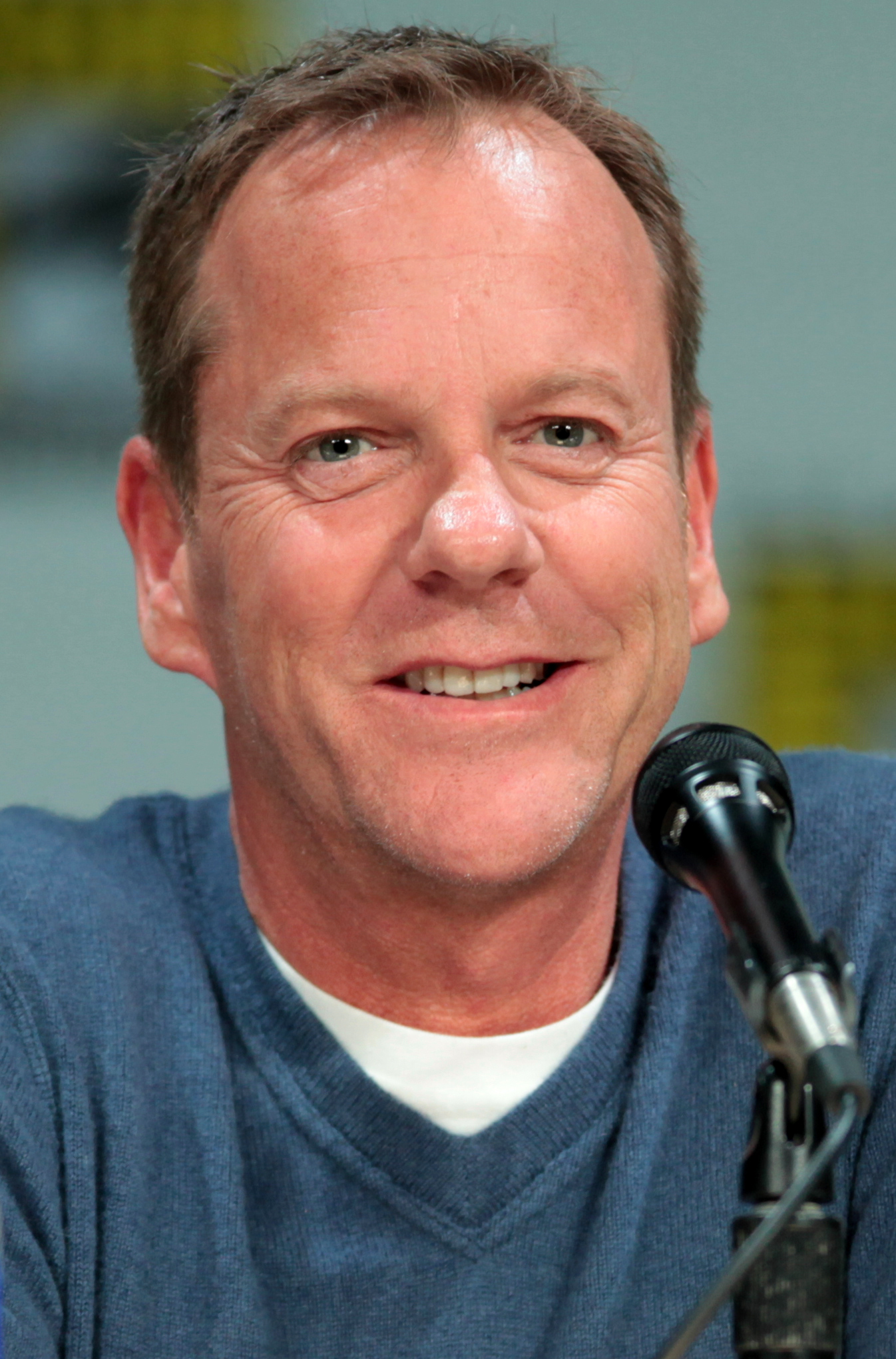
Sutherland in 2014

En 2012, Sutherland protagonizó la serie de Fox Touch, que fue cancelada en su segunda temporada. Allí encarna al padre de un niño autista al que no le gusta que lo toquen, mientras que el hijo también le comunica a su padre eventos futuros interrelacionados con la humanidad a través de números y matemáticas.
El 6 de junio de 2013 se anunció que Kiefer sería el actor de voz y captura de movimiento del personaje Big Boss en el nuevo capítulo de la franquicia Metal Gear Solid V. Esta noticia no le cayó muy bien a los fanes de la saga ya que David Hayter había interpretado las voces de Solid Snake y Naked Snake desde que saliera Metal Gear Solid para PlayStation 1 en 1998. También puso la voz en otros videojuegos como Call of Duty: World at War o Call of Duty: Black Ops 4. También hizo una aparición en el documental Rammstein In Amerika, dialogando sobre la banda alemana Rammstein, al igual que varios integrantes de bandas famosas.
En El fundamentalista reticente (The Reluctant Fundamentalist) (2013), la novela best-seller adaptada a la gran pantalla por Mira Nair, Sutherland hacía un papel secundario llamado Jim Cross. El 14 de mayo de 2013, se confirmaba que 24 volvería con una temporada de tan solo doce capítulos. Antes de eso, se le ofreció liderar el reparto de The Blacklist. En mayo y julio de 2014, Fox emitió 24: Live Another Day, que recibió el aplauso de crítica, aunque ya no apareció en la 24: Legacy de (2017) aunque él es el productor ejecutivo.
Sutherland fue elegido en 2014 para entrar en el reparto de la película de desastre histórica Pompeii, dirigida por Paul W. S. Anderson, aunque la película recibió críticas generalmente mixtas a negativas, y el acento romano de Sutherland y su actuación antagónica como el senador Quintus Attius Corvus recibieron respuestas polarizadas de los críticos, consideró que la película era "mucho más divertida" que muchos de sus otros papeles y consideró que la producción de la película fue "uno de los entornos más cómodos en los que he estado".
Sutherland también fue el narrador de eventos deportivos como los anuncios para la selección de fútbol de los Estados Unidos durante el Mundial de Fútbol de 2014 para la ESPN.
En el plano cinematográfico, tuvieron que pasar 30 años para que tuviera la oportunidad de protagonizar una película junto a su padre Donald Sutherland. Sería el western de 2015 Forsaken, donde también participan Demi Moore y Brian Cox. La película fue estrenada en el Festival Internacional de Cine de Toronto ý recibió críticas ambivalentes.
En 2016, Sutherland fue el elegido para liderar el reparto de la serie de la ABC Sucesor designado (Designated Survivor) como Tom Kirkman, el Presidente de los Estados Unidos. La serie fue cancelada y a la segunda temporada y renovada por Netflix para una tercera en 2019.
Sutherland interpreta al Detective Clay Bryce en la serie thriller de televisión The Fugitive, que se estrenó el 3 de agosto de 2020. También protagonizó a John Weir en la serie de Paramount+ Rabbit Hole en 2023. Ese mismo año participó en la nueva versión del El motín del Caine (The Caine Mutiny Court-Martial), y donde Sutherland encarna al Teniente Comandante Phillip Queeg, el papel que hizo Humphrey Bogart en la versión de 1954. The Caine Mutiny Court-Martial, dirigida por William Friedkin, fue presentada en septimebre de 2023 en el Festival de Cine de Venecia fuera de competición. Fue la obra póstuma de Friedkin ya que murió el 7 de agosto de ese año. Brian Tallerico de RogerEbert.com alabó la interpretación de Sutherland por aportar "energía única" al papel, describiendo su actuación como "una de las mejores actuaciones de su carrera". Total Film también elogió su trabajo, escribiendo que Sutherland ofrece "algunos de los mejores trabajos de su carrera aquí. Aparece solo brevemente en la película, y aun así, aprovecha cada segundo, jugueteando con sus manos y escupiendo sus líneas como si ciertas palabras le dolieran. Hace de Queeg un hombre complejo y complicado, no solo un villano de retazos."
Sutherland narró la docuserie de Apple TV+ John Lennon: Murder Without a Trial, estrenada en esa plataforma el 6 de diciembre de 2023. En 2024, protagonizó el drama de tribunales de Clint Eastwood Juror No. 2.

### Su faceta como músico

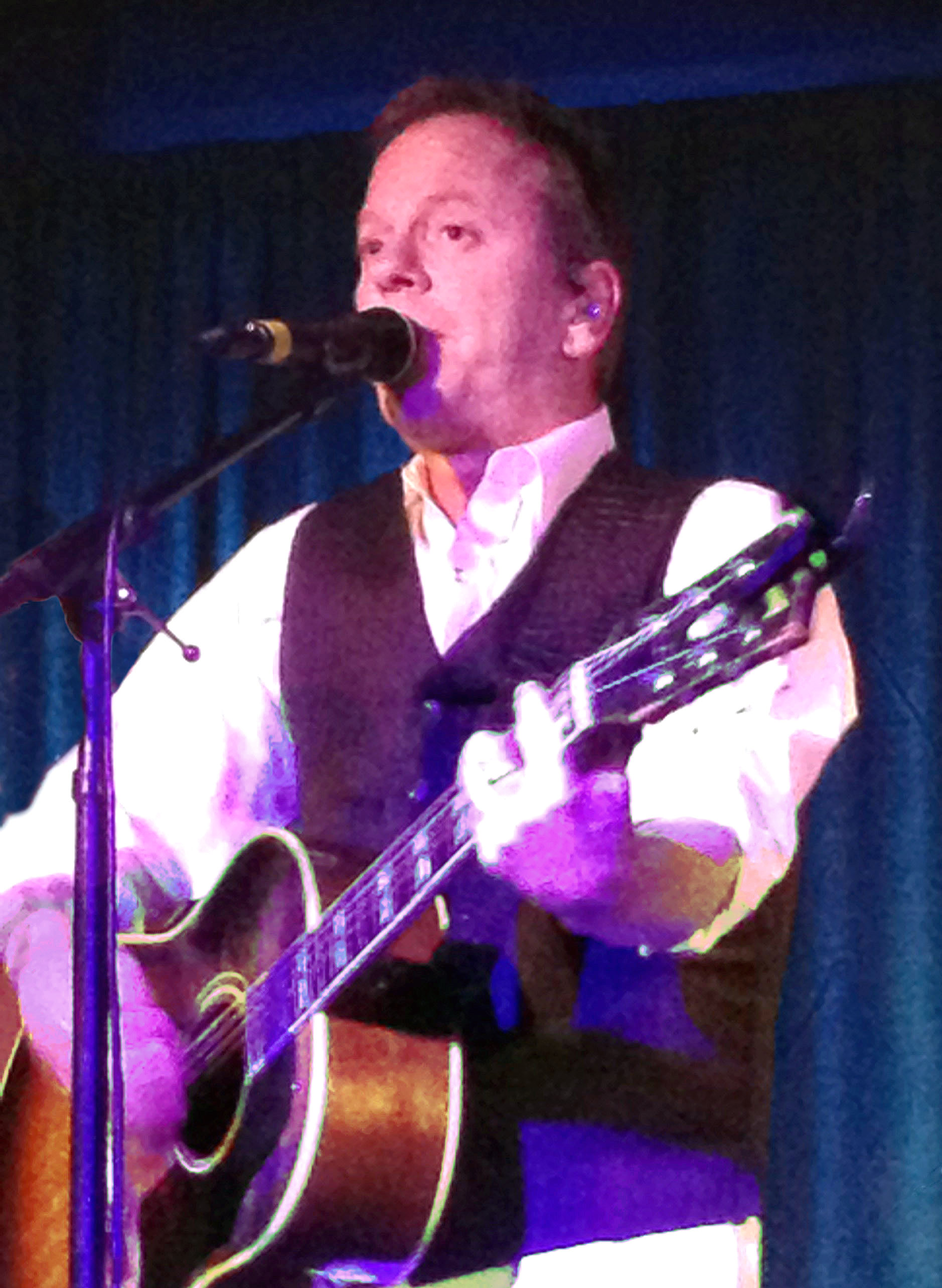
Sutherland en un concierto en 2016

En 2016, Sutherland lanzó su primer álbum como músico, Down in a Hole, además de protagonizar el videoclip del primer single "Not Enough Whiskey". Las canciones fueron escritas por el propio Sutherland y Jude Cole. La Kiefer Sutherland Band hizo una gira en abril y mayo de ese mismo añó, y debutó en el Grand Ole Opry el 6 de junio de 2016. Una reseña de 2017 en The Guardian decía: "Tenemos el primer acto de aficionado de Hollywood libre de las convenciones y con una verdadera oportunidad de alcanzar la grandeza." El segundo álbum de la banda fue Reckless and Me, fue lanzado en abril de 2019.

## Vida personal

### Matrimonios y relaciones
El 12 de septiembre de 1987, Sutherland se casó con la portorriqueña Camelia Kath, viuda del cantante y guitarrista Terry Kath. Ella tenía 34 años, él 20. Tuvieron una hija, Sarah, nacida el 18 de febrero de 1988. Por su matrimonio, fue padrastro de la hija de Camelia Michelle Kath (b. 1976), que tuvo dos hijos con el actor Adam Sinclair. Sutherland y Kath se divorciaron en 1990.
Una de sus relaciones más sonadas fue su noviazgo con la actriz Julia Roberts, compañera en la película Línea mortal (1990). La pareja planeó casarse el 14 de junio de 1991, pero la ceremonia se canceló cuatro días antes por deseo de la actriz.
El 29 de junio de 1996, Sutherland se casó con Kelly Winn. La pareja se separó en 1999 y firmaron el divorcio en 16 de mayo de 2008.
A finales de los 90, Sutherland compró un rancho de 900 acres en Montana y lo convirtió en un circuito de rodeo. Estuvo relacionado sentimentalmente con Bo Derek en 2000.
Sutherland comenzó a relacionarse con la modelo y actriz Cindy Vela en algún punto de 2014, llevando en privado su relación hasta 2017 cuendo se les empezó a ver en público. Vela y Sutherland se comprometieron en 2017.

### Problemas legales

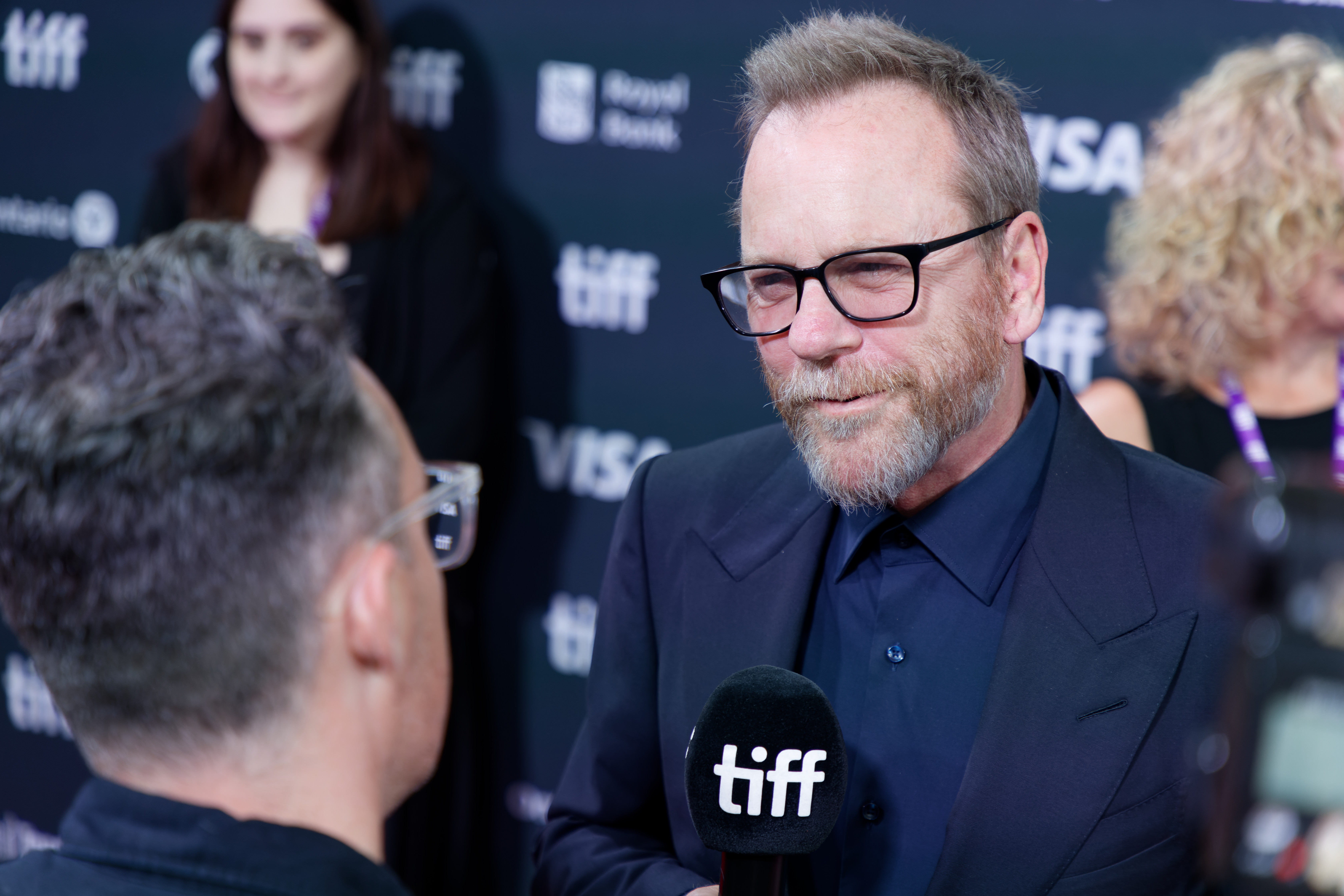
Sutherland en el Festival de Cine de Toronto de 2024

Sutherland fue acusado en Los Ángeles el 25 de septiembre de 2007 por conducir ebrio, tras fallar una prueba de sobriedad en campo. Su prueba excedió el límite legal de alcohol en sangre del estado, y posteriormente fue liberado bajo fianza de $25,000. Fue el cuarto cargo por conducir bajo los efectos del alcohol contra Sutherland desde 1989. Sutherland se declaró culpable a los cargos de DUI y fue sentenciado a 48 días de cárcel.
Sutherland se entregó al NYPD el 6 de mayo de 2009 por darle un cabezazo al diseñador de moda Jack McCollough, fundador y codiseñador de Proenza Schouler, en el Hotel Mercer en SoHo después de una recaudación de fondos para el Museo Metropolitano de Arte. Varias semanas después, Sutherland y McCollough emitieron una declaración conjunta en la que Sutherland se disculpó; la policía luego retiró los cargos.

## Filmografía

### Actor
Cine
| Año  | Título en España                                              | Título original                                      | Director                      | Personaje                        |
| ---- | ------------------------------------------------------------- | ---------------------------------------------------- | ----------------------------- | -------------------------------- |
| 1983 | Hola, Mr. Dugan                                               | Max Dugan Returns                                    | Herbert Ross                  | Bill                             |
| 1984 | El chico de la bahía                                          | The Bay Boy                                          | Daniel Petrie                 | Donald Campbell                  |
| 1986 | Cuenta conmigo                                                | Stand by me                                          | Rob Reiner                    | Ace Merrill                      |
| 1986 | Hombres frente a frente                                       | At Close Range                                       | James Foley                   | Tim                              |
| 1987 | Crazy Moon                                                    | Crazy Moon                                           | Allan Eastman                 | Brooks                           |
| 1987 | Tierra prometida                                              | Promised Land                                        | Michael Hoffman               | Danny                            |
| 1987 | Jóvenes ocultos                                               | The Lost Boys                                        | Joel Schumacher               | David                            |
| 1987 | Tiempo de matar                                               | The Killing Time                                     | Rick King                     | El desconocido                   |
| 1988 | Noches de neón                                                | Bright Lights, Big City                              | James Bridges                 | Tad Allagash                     |
| 1988 | Arma joven                                                    | Young Guns                                           | Christopher Cain              | Josiah Gordon 'Doc' Scurlock     |
| 1988 | 1969                                                          | 1969                                                 | Ernest Thompson               | Scott Denny                      |
| 1989 | Dos renegados                                                 | Renegades                                            | Jack Sholder                  | Buster McHenry                   |
| 1990 | Intrépidos forajidos                                          | Young Guns II                                        | Geoff Murphy                  | Josiah Gordon 'Doc' Scurlock     |
| 1990 | Línea mortal                                                  | Flatliners                                           | Joel Schumacher               | Nelson                           |
| 1990 | El gángster y la corista                                      | Chicago Joe and the Showgirl                         | Bernard Rose                  | Karl Hulten                      |
| 1990 | El príncipe Cascanueces                                       | The Nutcracker Prince                                | Paul Schibli                  | The Nutcracker Prince (voz)      |
| 1990 | Flashback                                                     | Flashback                                            | Franco Amurri                 | John Buckner                     |
| 1992 | Paro clínico                                                  | Article 99                                           | Howard Deutch                 | Dr. Peter Morgan                 |
| 1992 | Twin Peaks: fuego camina conmigo                              | Twin Peaks: Fire Walk with Me                        | David Lynch                   | Sam Stanley                      |
| 1992 | Algunos hombres buenos                                        | A Few Good Men                                       | Rob Reiner                    | Teniente Jonathan James Kendrick |
| 1993 | Los tres mosqueteros                                          | The Three Musketeers                                 | Stephen Herek                 | Athos                            |
| 1993 | Secuestrada                                                   | The Vanishing                                        | George Sluizer                | Jeff Harriman                    |
| 1994 | Dos cowboys en Nueva York                                     | The Cowboy Way                                       | Gregg Champion                | Sonny Gilstrap                   |
| 1996 | Ojo por ojo                                                   | Eye for an Eye                                       | John Schlesinger              | Robert Doob                      |
| 1996 | Sin salida                                                    | Freeway                                              | Matthew Bright                | Bob Wolverton                    |
| 1996 | Tiempo de matar                                               | A Time to Kill                                       | Joel Schumacher               | Freddie Lee Cobb                 |
| 1996 | Frankie the Fly                                               | Frankie the Fly                                      | Peter Markle                  | Joey                             |
| 1997 | Últimas consecuencias                                         | Truth or Consequences, N.M.                          | Kiefer Sutherland             | Curtis Freley                    |
| 1998 | Dark City                                                     | Dark City                                            | Alex Proyas                   | Dr. Daniel Schreber              |
| 1998 | Atrapada                                                      | Break Up                                             | Paul Marcus                   | John Box                         |
| 1998 | Ground Control                                                | Ground Control                                       | Richard Howard                | Jack Harris                      |
| 1999 | Se busca mujer                                                | Woman Wanted                                         | Kiefer Sutherland             | Wendell Goddard                  |
| 2000 | Beat                                                          | Beat                                                 | Gary Walkow                   | William S. Burroughs             |
| 2000 | Cachitos picantes                                             | Picking Up the Pieces                                | Alfonso Arau                  | Bobo                             |
| 2000 | Visiones extrañas                                             | After Alice                                          | Paul Marcus                   | Mickey Hayden                    |
| 2000 | Coartada criminal                                             | The Right Temptation                                 | Lyndon Chubbuck               | Michael Farrow-Smith             |
| 2001 | Cowboy Up                                                     | Cowboy Up                                            | Xavier Koller                 | Hank Braxton                     |
| 2001 | Más allá del deber                                            | To End All Wars                                      | David L. Cunningham           | Teniente Jim Reardon             |
| 2002 | Contra la ley                                                 | Dead Heat                                            | Mark Malone                   | Phally                           |
| 2002 | Balas en el desierto                                          | Desert Saints                                        | Richard Greenberg             | Arthur Banks                     |
| 2002 | Última llamada                                                | Phone Booth                                          | Joel Schumacher               | El que llama                     |
| 2003 | Detrás de la puerta roja                                      | Behind the Red Door                                  | Matia Karrell                 | Roy                              |
| 2003 | En busca del valle encantado 10: El viaje de los cuellilargos | The Land Before Time X: The Great Longneck Migration | Charles Grosvenor             | Bron (voz)                       |
| 2003 | Paradise Found                                                | Paradise Found                                       | Mario Andreacchio             | Paul Gauguin                     |
| 2004 | Vidas ajenas                                                  | Taking Lives                                         | D.J. Caruso                   | Hart                             |
| 2005 | River Queen                                                   | River Queen                                          | Vincent Ward                  | Doyle                            |
| 2006 | La sombra de la sospecha                                      | The Sentinel                                         | Clark Johnson                 | David Breckinridge               |
| 2006 | Salvaje                                                       | The Wild                                             | Steve 'Spaz' Williams         | Sansón el león (voz)             |
| 2008 | Reflejos                                                      | Mirrors                                              | Alexandre Aja                 | Ben Carson                       |
| 2009 | Monstruos contra alienígenas                                  | Monsters vs. Aliens                                  | Rob Letterman y Conrad Vernon | General W.R. Monger (voz)        |
| 2010 | Twelve                                                        | Twelve                                               | Joel Schumacher               | Lionel                           |
| 2010 | Marmaduke                                                     | Marmaduke                                            | Tom Dey                       | Bosco (voz)                      |
| 2011 | Melancolía                                                    | Melancholia                                          | Lars von Trier                | John                             |
| 2013 | El fundamentalista reticente                                  | The Reluctant Fundamentalist                         | Mira Nair                     | Jim                              |
| 2014 | Pompeya                                                       | Pompeii                                              | Paul W.S. Anderson            | Senador romano                   |
| 2015 | Forsaken                                                      | Forsaken                                             | Jon Cassar                    | John Henry Clayton               |
| 2016 | Zoolander No. 2                                               | Zoolander No. 2                                      | Ben Stiller                   | Él mismo                         |
| 2017 | Enganchados a la muerte                                       | Flatliners                                           | Niels Arden Oplev             | Dr. Barry Wolfson                |
| 2022 | El contratista                                                | The Contractor                                       | Tarik Saleh                   | Larry Lasker                     |
| 2023 | El clon de Tyrone                                             | They Cloned Tyrone                                   | Juel Taylor                   | Nixon                            |
| 2023 | El motín del Caine                                            | The Caine Mutiny Court-Martial                       | William Friedkin              | Capitán Phillip Queeg            |
| 2024 | Jurado nº 2                                                   | Juror No. 2                                          | Clint Eastwood                | Larry Lasker                     |

### Televisión
| Año              | Título original             | Director                | Personaje             | Nota                   |
| ---------------- | --------------------------- | ----------------------- | --------------------- | ---------------------- |
| 1985             | Cuentos asombrosos          |                         | Static                | Episodio "The Mission" |
| 1986             | The Brotherhood of Justice  | Charles Braverman       | Victor                | Película TV            |
| 1986             | Trapped in Silence          | Michael Tuchner         | Kevin Richter         | Película TV            |
| 1993             | El último amanecer          | Kiefer Sutherland       | Denver Bayliss        | Película TV            |
| 1995             | El rey de la movida         | Griffin Dunne           | El invitado           | Película TV            |
| 1997             | Rescate de un soldado       | Thomas Michael Donnelly | Rat Kiley             | Película TV            |
| 2001-2010 ; 2014 | 24                          |                         | Jack Bauer            | Serie de TV            |
| 2003             | L.A. Confidential           | Eric Laneuville         | Det. Jack Vincennes   | Película TV            |
| 2005             | The Flight That Fought Back | Bruce Goodison          | Narrador              | Película TV            |
| 2008             | 24: Redemption              | Jon Cassar              | Jack Bauer            | Película TV            |
| 2008             | The Confession              |                         | El confesor           | Miniserie de TV        |
| 2012-2013        | Touch                       |                         | Martin Bohm           | Serie de TV            |
| 2016-2019        | Sucesor designado           |                         | Tom Kirkman           | Serie de TV            |
| 2020             | The Fugitive                |                         | Detective Clay Bryce  | Miniserie de TV        |
| 2022             | The First Lady              |                         | Franklin D. Roosevelt | Miniserie de TV        |
| 2023             | Rabbit Hole                 |                         | John Weir             | Miniserie de TV        |

### Director
| Año  | Título                      |
| ---- | --------------------------- |
| 1993 | Last Light                  |
| 1995 | Fallen Angels               |
| 1997 | Truth or Consequences, N.M. |
| 2000 | Woman Wanted                |
| 2008 | Broken                      |
| 2008 | Little Toy Gun              |

### Videojuegos
- (2006) 24: The Game, como Jack Bauer (voz)
- (2008) Call of Duty: World at War, como Pvt. Roebuck (voz)
- (2014) Metal Gear Solid V: Ground Zeroes, como Big Boss (voz)
- (2015) Metal Gear Solid V: The Phantom Pain, como Venom Snake y Big Boss (voz)
- (2018) Black Ops 4: Dead of the Night, como Gideon Jones (voz)

## Premios y nominaciones
Premios Primetime Emmy
- 2007: nominado a Mejor Actor de serie dramática -- 24
- 2006: ganador a Mejor Actor de serie dramática -- 24
- 2006: serie ganadora a Mejor serie de Género Dramática -- 24
- 2005: nominado a Mejor Actor de serie dramática -- 24
- 2005: nominado a Mejor Actor de serie dramática -- 24
- 2004: serie nominada a Mejor serie dramática -- 24
- 2004: nominado a Mejor Actor de serie dramática -- 24
- 2003: serie nominada a Mejor serie dramática -- 24
- 2003: nominado a Mejor Actor de serie dramática -- 24
- 2002: nominado a Mejor Actor de serie dramática -- 24

Genie Awards
- 1985: nominado a Mejor Actuación en un Papel Principal-- The Bay Boy

Globos de Oro
- 2008: nominado a Mejor Actuación de un Actor en una película -- 24 Redemption
- 2007: nominado a Mejor Actuación de un Actor en una serie de Drama -- 24
- 2006: nominado a Mejor Actuación de un Actor en una serie de Drama -- 24
- 2004: nominado a Mejor Actuación de un Actor en una serie de Drama -- 24
- 2003: nominado a Mejor Actuación de un Actor en una serie de Drama -- 24
- 2002: ganador a Mejor Actuación de un Actor en una serie de Drama -- 24

Monte-Carlo TV Festival
- 2006: ganador a Mejor Productor Internacional -- 24
- 2006: ganador a Mejor Actor en una serie dramática -- 24

MTV Movie Awards
- 2004: nominado a Mejor Villano -- Phone Booth
- 1997: nominado a Mejor Villano -- A Time to Kill

People's Choice Awards
- 2006: nominado para Actor Favorito de una serie de televisión -- 24
- 2008: nominado para Actor Favorito de una serie de televisión -- 24

Satellite Awards
- 2003: ganador a mejor Actuación de un Actor en una serie, Drama -- 24
- 2002: ganador a mejor Actuación de un Actor en una serie, Drama -- 24

Premios del Sindicato de Actores
- 2006: ganador a mejor Actuación de un Actor en una serie dramática -- 24
- 2005: nominado a mejor Actuación de un Actor en una serie dramática -- 24
- 2005: nominado a mejor Actuación de un Actor en una serie dramática -- 24
- 2004: ganador a Mejor Actuación de un Actor en una serie dramática -- 24
- 2003: nominado a mejor Actuación de un Actor en una serie dramática -- 24
- 2003: nominado a mejor Actuación en un Ensablamiento en una serie dramática -- 24

Slamdunk Film Festival
- 2000: ganador a mejor 'Feature' Película -- Woman Wanted

Teen Choice Awards
- 2006: nominado a 'Choice TV Actor' - Drama/Action Adventure -- 24

Television Critics Association Awards
- 2006: nominado a Mejor Logro Individual en un Drama -- 24
- 2005: nominado a Mejor Logro Individual en un Drama -- 24
- 2004: nominado a Mejor Logro Individual en un Drama -- 24
- 2003: nominado a Mejor Logro Individual en un Drama -- 24
- 2002: nominado a Mejor Logro Individual en un Drama -- 24